# Růžena Zátková
Růžena Zátková (Kamenný Újezd, 15 de marzo de 1885-Leysin, 29 de octubre de 1923), también llamada Rougina Zatkova, fue una pintora y escultora checa que ha sido considerada como la «única futurista checa auténtica». Como resultado de su herencia bohemia y su residencia de una década en Roma, se convirtió en un importante vínculo artístico entre el futurismo ruso e italiano. Está considerada una de las pioneras del arte cinético.

## Biografía

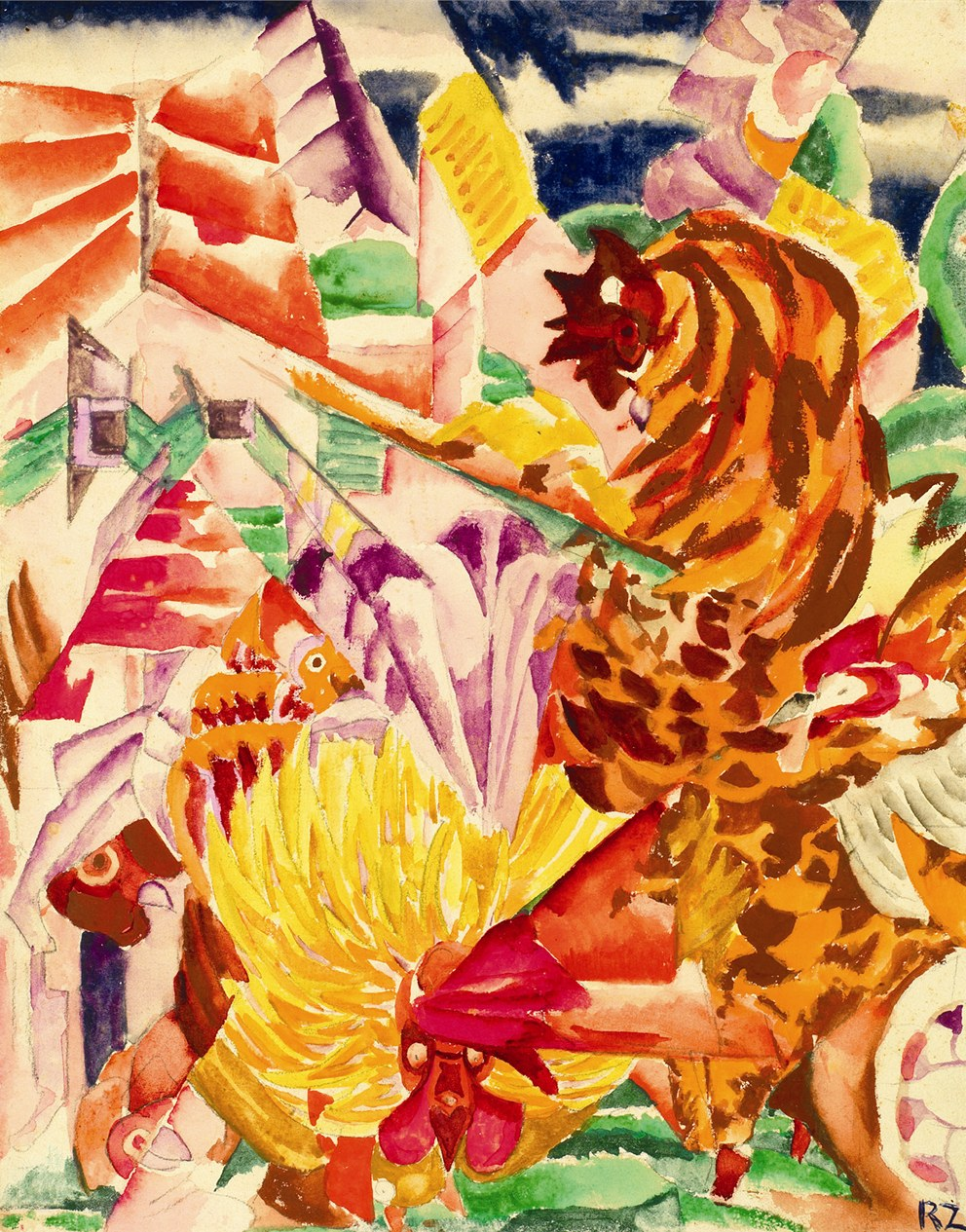
Gallos de Bricca, 1922

Nació en 1885 en una familia de clase media alta en Bohemia, fue una de cinco hermanas. Su madre, una pianista consumada, animó a sus cinco hijas a seguir una educación artística. Zátková estudió música Praga y también estudió con el pintor Antonín Slavíček en su escuela privada. Más tarde asistió a clases de dibujo en Múnich.
En 1910 se casó con el diplomático ruso Basilo Kwoshinky y comenzó a vivir con él en una gran casa en las afueras de Roma. Sin embargo, debido a la impotencia y la homosexualidad de Kwoshinky, el matrimonio nunca se consumó. Zatkova se describió a sí misma como «casada y no casada», ya que la pareja nunca se separó oficialmente, sino que vivió separada por el resto de sus vidas. El fracaso de du matrimonio la dejó libre para viajar y practicar su oficio. Se mudó a Roma, donde conoció a Arturo Cappa, el hermano de la artista futurista Benedetta Cappa, y comenzó con él «una intensa historia de amor» para toda la vida. En esta parte de su vida, Zatkova nunca dejó de pintar, aunque sus primeras obras consisten principalmente en paisajes y retratos impresionistas.
Tanto Zátková como Benedetta Cappa estudiaron con Giacomo Balla, y se ha citado a Zátková como una influencia en el estilo artístico de Cappa. En 1915, participó en una Noche de ruido en la casa de Milán de Filippo Tommaso Marinetti, el autor del primer Manifiesto futurista. Su asistencia a este evento marcó su entrada pública al círculo de futuristas italianos de Marinetti. En 1915, su estilo artístico había alcanzado su forma más madura y comenzó a expresar el dinamismo y la ferocidad que llegaría a definir su obra. Zátková actuó como puente entre los movimientos artísticos italianos y rusos, y sus exposiciones en Italia «fusionaron elementos centroeuropeos y eslavos en la corriente de la experimentación de vanguardia italiana». Su carrera alcanzó su punto máximo en 1922 después de una exposición de la mayor parte de su obra en la Casa d'Arte Bragalia de Roma. En el folleto de esta exposición, el pintor Enrico Prampolini elogió su trabajo y describió sus esculturas como poseedoras de una «magnífica virilidad».
Sin embargo, los últimos años de la vida de Zátková fueron en gran parte desafortunados, marcados tanto por la enfermedad como por el exilio de Arturo Cappa a Francia. Tras un historial de mala salud, Růžena Zátková murió de tuberculosis en 1923 a la edad de treinta y ocho años.

## Legado artístico
Inspiradas en el uso artístico del movimiento y la velocidad de Giacomo Balla, las obras de Zátková se consideran ejemplos pioneros de arte cinético. Sus obras han sido descritas como carentes de «timidez» y poseedoras de un sentido de ímpetu «ardiente». También se inspiró en el primitivismo, y sus obras a menudo incluyen motivos derivados de las tradiciones del arte popular de su tierra natal. Zátková fue una amiga cercana de los fundadores del neoprimitivismo, Michail Larionov y Natalia Goncharova; se conocieron por primera vez en 1915, cuando Sergei Diáguilev los invitó a quedarse con él y los Ballets Rusos en una villa suiza que había alquilado recientemente, posteriormente Igor Stravinsky le dedicó su composición vocal Cuatro canciones campesinas rusas. En 1916, cuando Zatkova enfermó de tuberculosis, Goncharova le dedicó dos gouaches, que fueron redescubiertos en 2019.

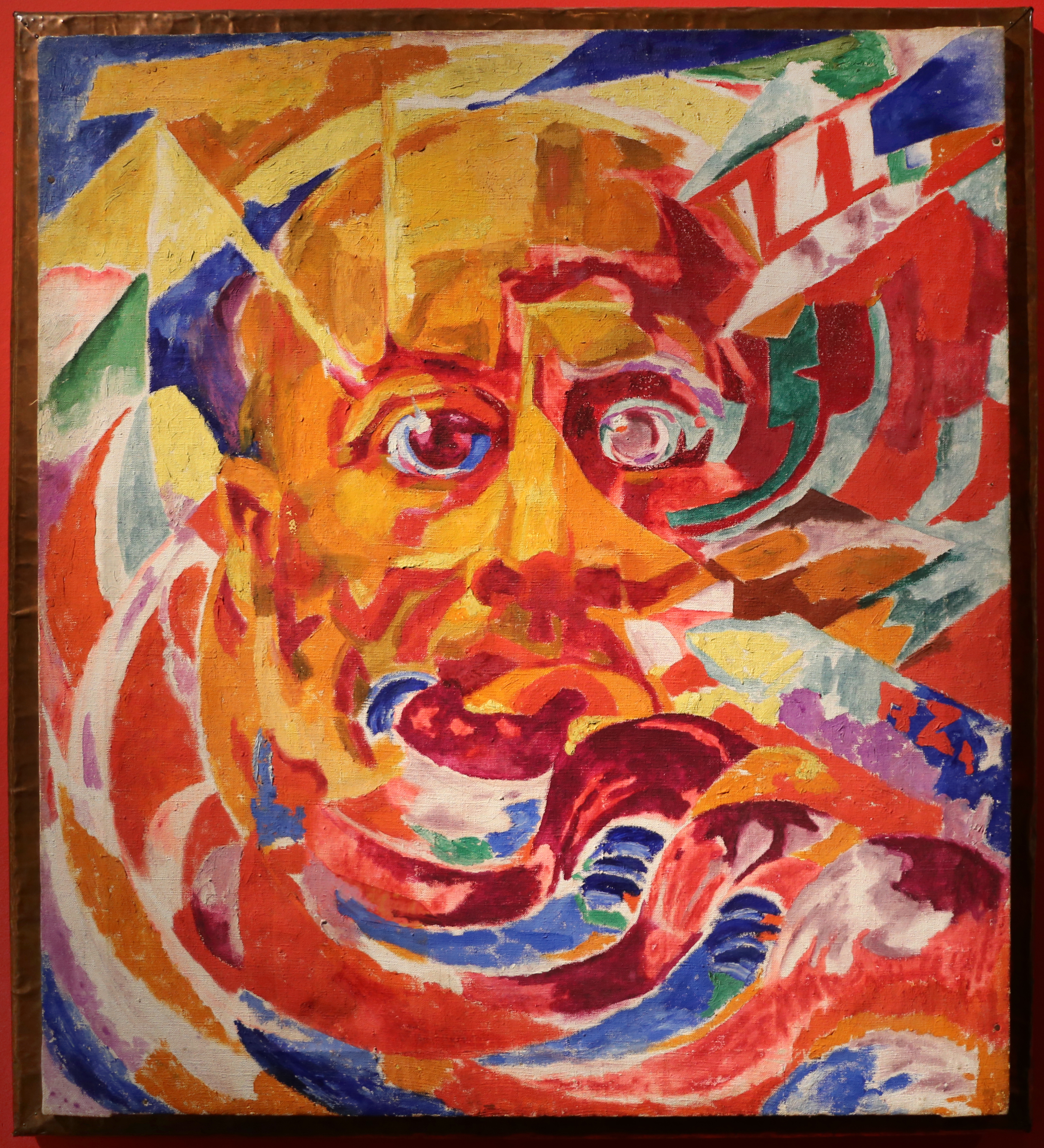
Marinetti de Růžena Zátková, un retrato de Filippo Tommaso Marinetti influenciado por el orfismo, fue creado entre los años 1915 y 1921. Debido a que Zátková nunca fechó ninguna de sus obras, se desconoce una fecha precisa de producción.

Zátková nunca fechó ninguna de sus obras, y la creación de una cronología definitiva de su carrera ha resultado difícil. Muchas de las obras han desaparecido en circunstancias misteriosas (incluida la gran cantidad de obras de arte dejadas a Arturo Cappa después de su muerte), y se requiere un reexamen de su participación de una década en el movimiento futurista italiano. En 2011, una reproducción de su escultura cinética perdida The Pile Driver (El martinete) se exhibió en una exposición en Praga. Dos de las pinturas de Zátková, Marinetti y Agua corriendo bajo el hielo y la nieve, se exhibieron junto con obras de Giacomo Balla y Umberto Boccioni en una muestra de 2014 en el Museo Solomon R. Guggenheim.